# Alken-Maes
Alken-Maes es una empresa cervecera belga creada a partir de la fusión de 1988 de dos pequeñas cervecerías: Maes, ubicada en Kontich-Waarloos y Cristal-Alken ubicada en Alken. Fue comprado por Scottish & Newcastle en 2000, quienes fueron adquiridos por Heineken en 2007.

## Cervezas
La compañía Alken Maes posee varias cervezas en Bélgica, incluidas Maes, Cristal, Grimbergen, Mort Subite. Alken Maes también ofrece una versión sin alcohol.
| - Affligem - Brugs - Cara Pils - Ciney Blonde - Ciney Brune - Ciney Spéciale - Cristal - Cristal 1928 - Desperados - Faro Alken - Foster's - Freedom Pils - Golding Campina - Grimbergen Blond - Grimbergen Cuvée de l'Ermitage - Grimbergen Cuvée Spéciale - Grimbergen Dorée | - Grimbergen Dubbel - Grimbergen Optimo Bruno - Grimbergen Tripel - Hapkin - Judas - Maes Extra Malt - Maes Nature - Maes Pils - Maes Radler - Maes Zero - Mort Subite - Scottish Courage Slalom Strong - Red Barrel - Tourtel Blond - Watneys - Zulte |